# اریک جانسون
اریک جانسون (به انگلیسی: Eric Johnson) (زادهٔ ۱۷ اوت ۱۹۵۴) گیتاریست، آهنگساز و خواننده آمریکایی اهل آستین، تگزاس است که بیشتر به دلیل نوازندگی گیتار الکتریک شهره است. او همچنین در نواختن با سازهای دیگر از جمله گیتار آکوستیک، لپ استیل گیتار، گیتار رزونانسی و گیتار بیس مهارت دارد.
مجله گیتار پلیر از اریک جانسون به عنوان «یکی از قابل احترام‌ترین گیتاریست‌های دنیا» نام می‌برد. آلبومی که در سال ۱۹۹۰ تحت عنوان Ah Via Musicom توسط او ساخته شد، یکی از پرفروش‌ترین آلبوم‌های سال بود و تک‌آهنگ صخره‌های دوور از این آلبوم برنده جایزه گرمی بهترین اجرای راک اینسترمنتال سال ۱۹۹۱ شد.